# Конвенто Сант'Анђело (Л'Аквила)
Конвенто Сант'Анђело (итал. Convento Sant'Angelo) је насеље у Италији у округу Л'Аквила, региону Абруцо.
Према процени из 2011. у насељу је живело 8 становника. Насеље се налази на надморској висини од 732 м.